# Hrabkov
Hrabkov je obec na Slovensku, v okrese Prešov v Prešovském kraji. V obci žije 735 obyvatel.

## Poloha
Obec leží v jihozápadní části Šarišské vrchoviny v horní části údolí potoka Križovanka. Povrch je členitý s nadmořskou výškou 408 až 1028 m n. m., střed obce je ve výše 465 m n. m. Je tvořen centrálně-karpatským flyšem na masívu krystalicko-druhohorní hornině.
V katastru obce se nachází chráněné území Hrabkovské zlepence.
Obec sousedí s obcí Chminianske Jakubovany na severu, Krížovany, Žipov na východě a Klenov na jihu a okresem Gelnica na východě (Margecany, Kluknava) a Ovčie.

## Historie
Obec byla založená na zákupním právu koncem 13. století. První písemná zmínka o obci je z roku 1330 a další v roce1332 v registru papežského desátku. Obec náležela Perenyům, kteří v roce 1334 postavili augustiniánský klášter. V roce 1427 platila obec daň  z 42 port. V roce 1787 žilo v 65 domech 547 obyvatel a v roce 1828 žilo v 65 domech 547 obyvatel. Hlavní obživou bylo zemědělství, dřevorubectví, pálení vápna a dřevěného uhlí.

## Památky
- V obci se nachází římskokatolický filiální kostel svatého Šimona a Judy z 1. poloviny 14. století. Je kulturní památkou Slovenska prohlášenou v roce 1993 (číslo ÚZPF: 10700/1).[8]

- V obci stál klášter ze 14. století postavený augustiniány. Na konci 16. století byl zchátralý a nepoužívaný. 16. dubna 1980 byly zbourány trosky stojících stěn. V místě kláštera mezi dvěma lípami stojí kříž.[9]